# Uyuni

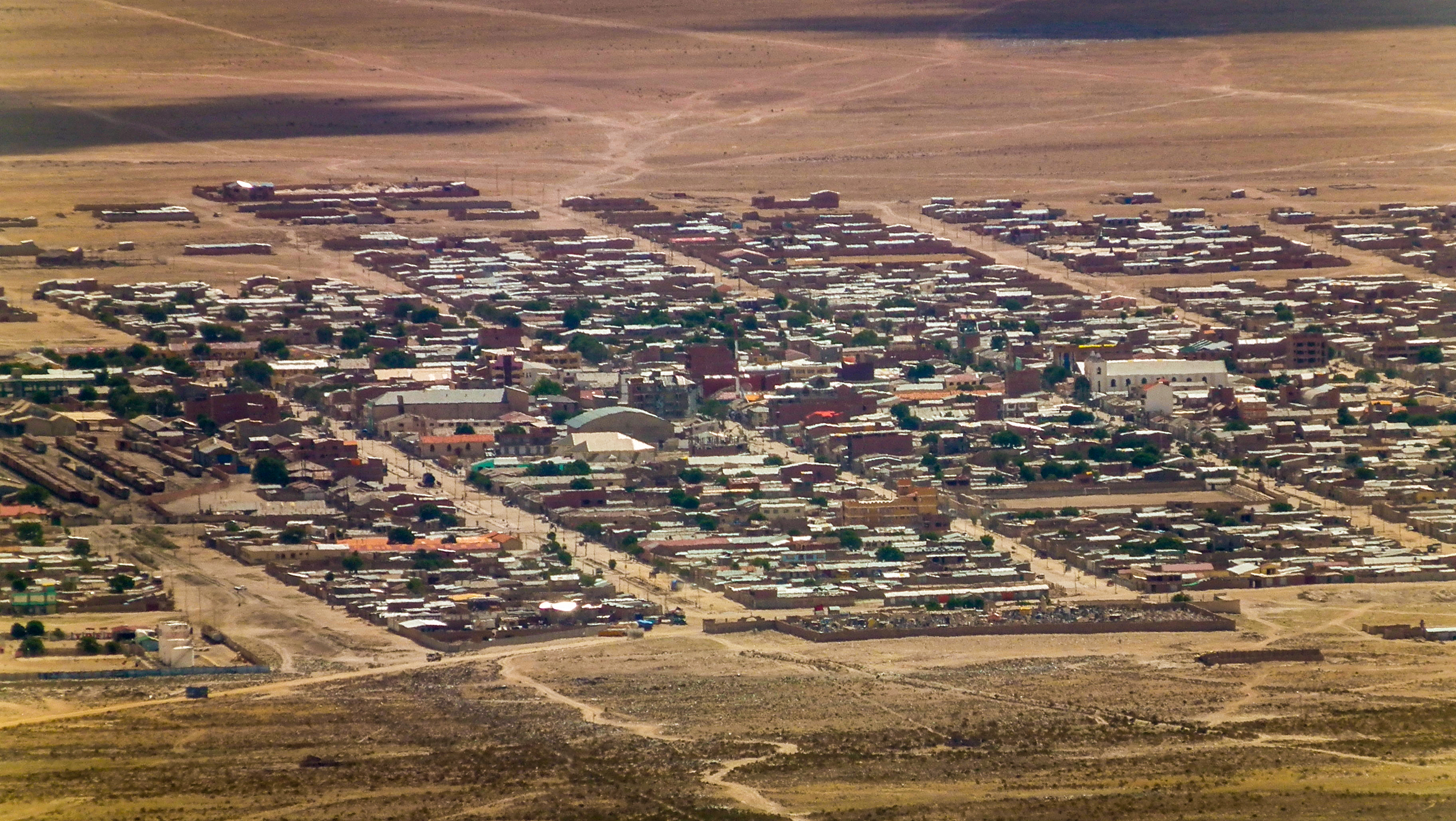
Uyuni visto desde las montañas en el noreste.

Uyuni es un municipio y una ciudad intermedia al suroeste de Bolivia. Es capital de la provincia de Quijarro en el departamento de Potosí, y se encuentra al borde del Salar de Uyuni, el salar más grande del mundo. Cuenta con una población de 20 958 en 2012. Al ser un centro turístico de la región, Uyuni está conectada con las principales ciudades del país por el Aeropuerto Joya Andina. Durante los años 2014, 2015, 2016 y 2017, Uyuni formó parte de la ruta de la competencia internacional automovilística Rally Dakar.
Uyuni es la quinta ciudad más poblada del departamento después de Potosí (la capital departamental), Villazón, Tupiza y Llallagua.

## Etimología
El origen del nombre es algo oscuro, algunos afirman que se originaría de la voz aimara "Uyu", que da a entender un punto de concentración, la terminación "Ni" significa lugar, así que unidas las dos palabras se traducirían como "lugar de concentración", al igual que la zona KantutaNi de la ciudad de La Paz, que quiere decir que antes en ese lugar existían kantutas, o sea, "Lugar de Kantutas". Esta es la versión más aproximada del origen del nombre.

## Historia
La historia de la ciudad de Uyuni está vinculada a la construcción del ferrocarril hacia Antofagasta en el Océano Pacífico para la exportación de la plata y la vinculación territorial, impulsada por el presidente Aniceto Arce.
Uyuni fue fundada el 11 de julio de 1889, durante el gobierno del presidente Aniceto Arce Ruiz mediante una Resolución Gubernamental que en su primer artículo dictaba:

Resolución Gubernamental

Artículo 1: Autorizase la creación de una ciudad en el kilómetro 610 de la vía Antofagasta a Pulacayo, bajo la denominación "Ciudad de Uyuni" y conforme al plano presentado y que se archiva en este Ministerio.

El 20 de noviembre de 1890 hizo su ingreso el primer ferrocarril a Bolivia desde Chile y llegó a la estación de Uyuni.
El 7 de julio de 1983, la ciudad de Uyuni fue declarada Hija Predilecta de Bolivia según el Decreto Supremo No 19645 del gobierno del presidente Hernán Siles Suazo. Esta medida fue dispuesto en homenaje a los soldados bolivianos de esta ciudad que defendieron, apoyaron y contribuyeron en la Guerra del Chaco con el Paraguay a la defensa del territorio boliviano. En 1989, el presidente Víctor Paz Estenssoro nombró a Uyuni 'Ciudad Benemérita', también en reconocimiento por este rol.

## Demografía

### Demografía de la ciudad
Durante los últimos 120 años (1900-2020), la población del área urbana (ciudad) del municipio de Uyuni, se ha multiplicado por 15 veces. En el año 1900, en Uyuni solamente vivían 1 500 habitantes y para el año 2020 esa cifra había ya aumentado cerca a los 24 100 personas residiendo en la ciudad. Esto ha permitido que Uyuni se convierta en la ciudad más poblada de la región del sudoeste potosino y en la quinta ciudad más poblada de todo el departamento de Potosí (después de la capital Potosí, Villazón, Tupiza y Llallagua).
| Año  | Habitantes | Crecimiento Intercensal | Censo de población      | Ref.  |
| ---- | ---------- | ----------------------- | ----------------------- | ----- |
| 1900 | 1 587      | Sin cambios             | Censo boliviano de 1900 | [ 7 ] |
| 1950 | 6 671      | + 320,3 %               | Censo boliviano de 1950 | [ 8 ] |
| 1976 | 8 960      | + 34,31 %               | Censo boliviano de 1976 | [ 8 ] |
| 1992 | 11 372     | + 26,91 %               | Censo boliviano de 1992 | [ 8 ] |
| 2001 | 10 551     | - 7,21 %                | Censo boliviano de 2001 | [ 8 ] |
| 2012 | 18 134     | + 71,86 %               | Censo boliviano de 2012 | [ 8 ] |

### Demografía del municipio
De acuerdo con el censo boliviano de 2024, la población del municipio de Uyuni es de 35 118 habitantes.
La población del municipio aumentó en más de dos tercios entre 1992 y 2024:
| Año  | Habitantes | Fuente                  |
| ---- | ---------- | ----------------------- |
| 1992 | 19 639     | Censo boliviano de 1992 |
| 2001 | 18 705     | Censo boliviano de 2001 |
| 2012 | 29 672     | Censo boliviano de 2012 |
| 2024 | 35 118     | Censo boliviano de 2024 |

## Ubicación
El municipio de Uyuni se encuentra en la provincia de Quijarro del departamento de Potosí, geográficamente ubicado entre los meridianos 66° 15´ a 67° 15´ de Longitud Oeste y 19º 20´ a 21º 00´ de Latitud Sud. La cabecera municipal, la ciudad de Uyuni, se encuentra a 66° 52´ de Longitud Oeste y 20º 18´ de Latitud Sud.
El territorio del municipio de Uyuni se encuentra a una altura que oscila entre 3.665 y 5.000 m s. n. m.

## Lugares de interés
Uyuni es la puerta de ingreso al gran Salar de Uyuni, a las lagunas de colores, los Géiseres, al Árbol de Piedra, la "Reserva nacional de fauna andina Eduardo Abaroa" y todas las maravillas del suroeste boliviano. En las afueras de la ciudad se encuentra el cementerio de trenes donde están locomotoras de finales del siglo XIX.
También cuenta con el Museo de los Andes Meridionales donde se exhiben objetos de la región del suroeste de Bolivia (restos de un Megaterio, utensilios y momias de los chullpas, etc.).
El reloj, situado en la calle principal, a pocos metros de la alcaldía, es una de las imágenes más usadas para representar a Uyuni. Comenzó a funcionar el 20 de abril de 1930 y se constituyó en un símbolo de ese municipio.
En 2016 fue estrenado el Museo Ferroviario y Centro de Interpretación, construido con una inversión de Bs. 10,3 millones.
Al este de la ciudad de Uyuni, se encuentra el centro minero de Pulacayo. En 2003 el Viceministerio de Cultura, del Gobierno de Bolivia, presentó la postulación del Centro Minero Pulacayo y sus edificaciones ante la UNESCO para ser reconocido como Patrimonio Industrial de la humanidad.

## Transporte
Uyuni se encuentra a 198 kilómetros por carretera al suroeste de Potosí, la capital del departamento.
Desde Potosí, la carretera nacional Ruta 5 conduce por Porco, Chaquilla, Ticatica y Pulacayo hasta Uyuni y luego por Julaca y San Pedro de Quemes hasta la frontera con Chile. La Ruta 21 va desde Uyuni al sureste hacia Tupiza y la Ruta 30 al norte hasta Challapata, desde donde la Ruta 1 continúa hacia La Paz. Así mismo, hay numerosas conexiones de autobús desde y hacia la ciudad de Uyuni.

### Aéreo
El aeropuerto Internacional La Joya Andina es un aeropuerto de Bolivia ubicado al noroeste de la ciudad de Uyuni, y está situado en las cercanías del Salar de Uyuni. Fue inaugurado por el expresidente Evo Morales el 11 de julio de 2011 y actualmente operan en él las líneas aéreas Amaszonas, Transporte Aéreo Militar y Boliviana de Aviación, ofreciendo vuelos regulares desde y hacia las ciudades de La Paz, Cochabamba, Sucre, Santa Cruz de la Sierra y Rurrenabaque.

## Fisiografía

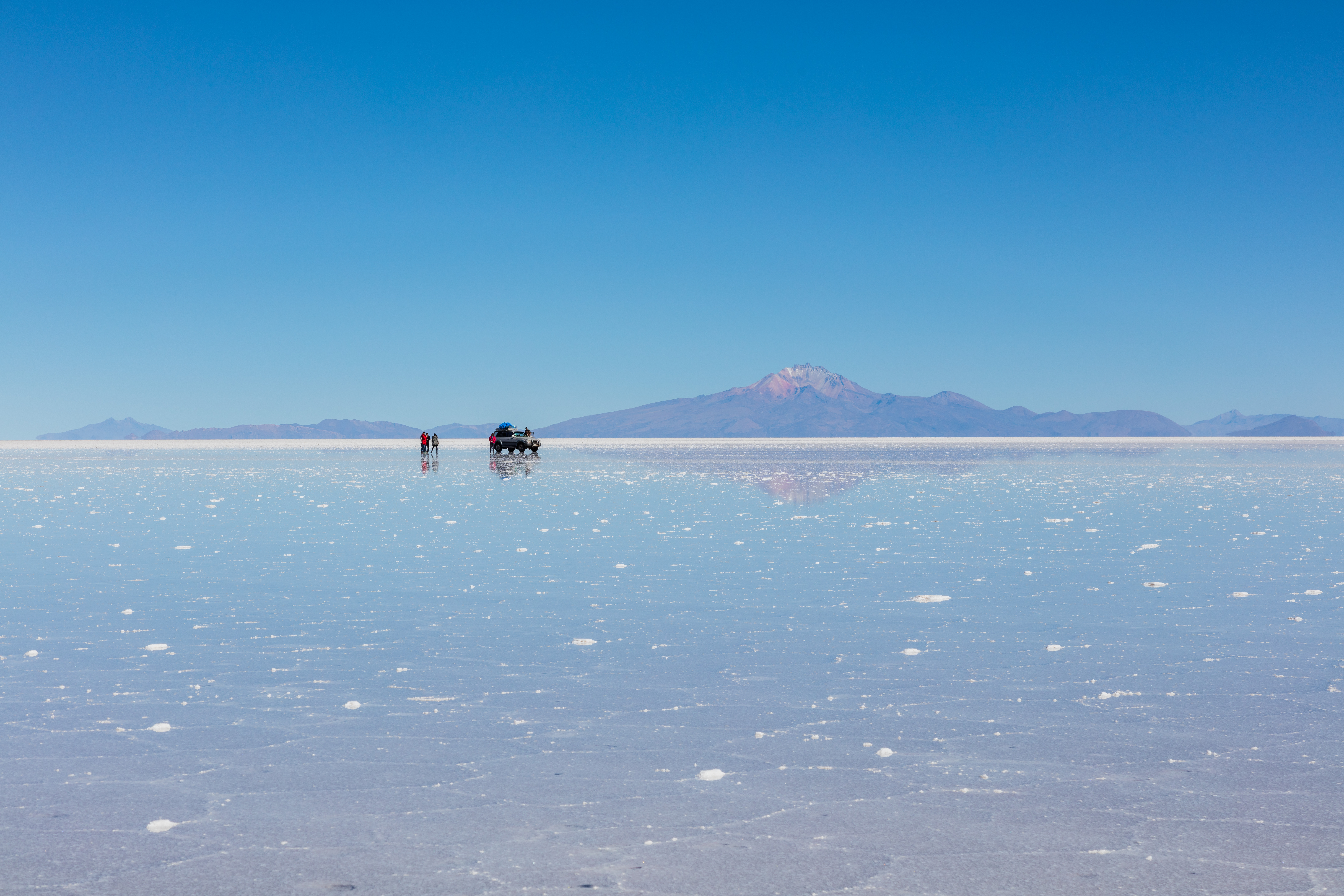
Salar de Uyuni, uno de los mayores atractivos turísticos de Bolivia.

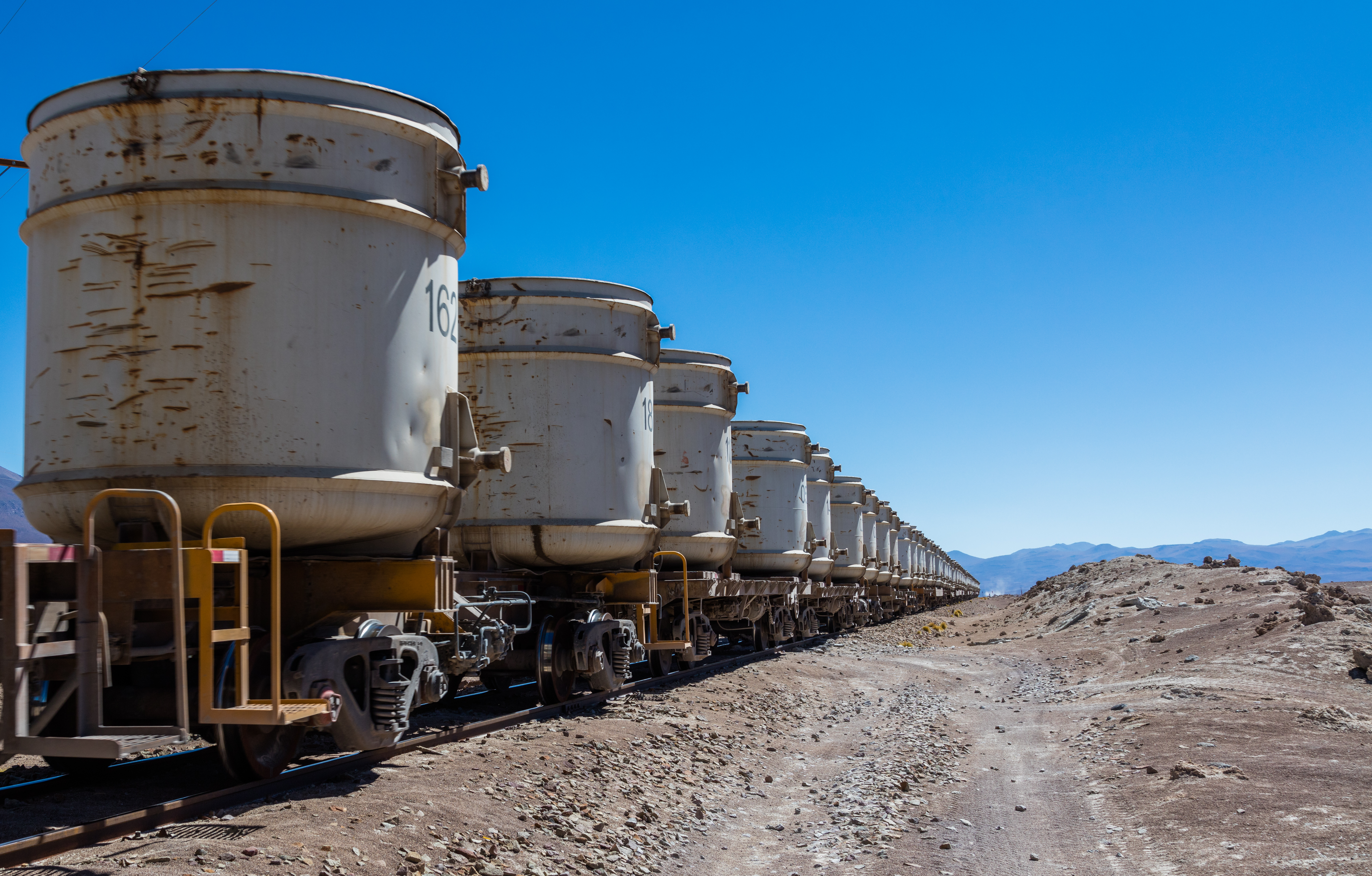
Tren de la FCA en el trayecto Ollagüe-Uyuni.

En el municipio de Uyuni las características fisiográficas del Altiplano se pueden diferenciar en las siguientes tres unidades:
- Las serranías, que comprende todas las formaciones orográficas de la cordillera de los Frailes, de los cuales existen desmembramientos en forma de estribaciones y sistemas aislados en forma de colinas, asimismo, presentan afloramientos rocosos, estas superficies tiene un relieve de abrupto a fuertemente inclinado, escasa vegetación, los suelos son superficiales.
- Los coluvios, originados por procesos de glaciación se presentan en las laderas de las serranías, estribaciones, colinas u otras formaciones geológicas. Se caracterizan por presentar laderas altas con pendientes que oscilan entre los 25 y los 45 grados, se encuentran sobre los 3.750 y los 4.200 msnm, las laderas bajas se ubican en los cerros con pendientes menores a los 25 grados y se hallan entre los 3.700 y los 3.850 m s. n. m.
- Las planicies aluviales, que se han originado de los procesos aluviales del periodo cuaternario. En la región existen dos formaciones fluviales que son: las llanuras situadas como una terraza aluvial alta que presenta un relieve plano a ligeramente ondulado, textura franco arenosa, suelos profundos a moderadamente profundo, con un desarrollo incipiente de los suelos; y, las terrazas aluviales bajas formados en la cuenca endorreica del Salar de Uyuni son áreas con alta salinidad e improductivas desde el punto de vista de la vegetación.

### Clima
Según la clasificación del clima de Köppen, Uyuni tiene un clima de tundra (ET) porque la temperatura media en el mes más cálido es inferior a 10 °C. Sin embargo, limita con el clima árido frío (BWk) del desierto debido a la baja precipitación y una temperatura media anual inferior a 18 °C.
| Parámetros climáticos promedio de Uyuni, Bolivia | Parámetros climáticos promedio de Uyuni, Bolivia | Parámetros climáticos promedio de Uyuni, Bolivia | Parámetros climáticos promedio de Uyuni, Bolivia | Parámetros climáticos promedio de Uyuni, Bolivia | Parámetros climáticos promedio de Uyuni, Bolivia | Parámetros climáticos promedio de Uyuni, Bolivia | Parámetros climáticos promedio de Uyuni, Bolivia | Parámetros climáticos promedio de Uyuni, Bolivia | Parámetros climáticos promedio de Uyuni, Bolivia | Parámetros climáticos promedio de Uyuni, Bolivia | Parámetros climáticos promedio de Uyuni, Bolivia | Parámetros climáticos promedio de Uyuni, Bolivia | Parámetros climáticos promedio de Uyuni, Bolivia |
| Mes                                              | Ene.                                             | Feb.                                             | Mar.                                             | Abr.                                             | May.                                             | Jun.                                             | Jul.                                             | Ago.                                             | Sep.                                             | Oct.                                             | Nov.                                             | Dic.                                             | Anual                                            |
| ------------------------------------------------ | ------------------------------------------------ | ------------------------------------------------ | ------------------------------------------------ | ------------------------------------------------ | ------------------------------------------------ | ------------------------------------------------ | ------------------------------------------------ | ------------------------------------------------ | ------------------------------------------------ | ------------------------------------------------ | ------------------------------------------------ | ------------------------------------------------ | ------------------------------------------------ |
| Temp. máx. abs. (°C)                             | 37                                               | 32                                               | 30                                               | 28                                               | 23                                               | 21                                               | 20                                               | 22                                               | 22                                               | 30                                               | 36                                               | 33                                               | 37                                               |
| Temp. máx. media (°C)                            | 18                                               | 18                                               | 17                                               | 17                                               | 15                                               | 13                                               | 13                                               | 15                                               | 18                                               | 19                                               | 20                                               | 19                                               | 17                                               |
| Temp. media (°C)                                 | 8.5                                              | 8.5                                              | 8.0                                              | 5.0                                              | 1.0                                              | 0.0                                              | 1.0                                              | 1.5                                              | 4.0                                              | 5.5                                              | 8.5                                              | 9.0                                              | 5.5                                              |
| Temp. mín. media (°C)                            | 1                                                | 1                                                | -1                                               | -7                                               | -13                                              | -13                                              | -11                                              | -12                                              | -10                                              | -8                                               | -3                                               | -1                                               | -6                                               |
| Temp. mín. abs. (°C)                             | -6                                               | -7                                               | -12                                              | -17                                              | -22                                              | -18                                              | -20                                              | -21                                              | -18                                              | -12                                              | -12                                              | -10                                              | -22                                              |
| Lluvias (mm)                                     | 70                                               | 40                                               | 10                                               | 0                                                | 0                                                | 0                                                | 0                                                | 0                                                | 0                                                | 0                                                | 0                                                | 30                                               | 150                                              |
| Días de lluvias (≥ 1 mm)                         | 4                                                | 3                                                | 1                                                | 0                                                | 0                                                | 0                                                | 0                                                | 0                                                | 0                                                | 0                                                | 0                                                | 2                                                | 10                                               |
| Humedad relativa (%)                             | 48                                               | 52                                               | 48                                               | 48                                               | 38                                               | 42                                               | 35                                               | 34                                               | 31                                               | 30                                               | 35                                               | 39                                               | 40                                               |
| Fuente: Weatherbase                              |                                                  |                                                  |                                                  |                                                  |                                                  |                                                  |                                                  |                                                  |                                                  |                                                  |                                                  |                                                  |                                                  |

## Política

### Elecciones Municipales de 1995
- Elecciones municipales de Uyuni de 1995 para Alcalde por el municipio de Uyuni para el periodo 1996-2000

|  | 46,39 % |

|  | 15,52 % |

|  | 10,83 % |

|  | 8,55 % |

|  | 7,33 % |

|  | 6,26 % |

|  | 2,12 % |

|  | 1,24 % |

|  | 1,14 % |

|  | 0,62 % |

### Elecciones Municipales de 1999
- Elecciones municipales de Uyuni de 1999 para Alcalde por el municipio de Uyuni para el periodo 2000-2005

|  | 31,40 % |

|  | 19,28 % |

|  | 15,04 % |

|  | 9,54 % |

|  | 9,42 % |

|  | 7,75 % |

|  | 3,54 % |

|  | 1,95 % |

|  | 0,98 % |

|  | 0,60 % |

|  | 0,50 % |

### Elecciones Municipales de 2004
- Elecciones municipales de Uyuni de 2004 para Alcalde por el municipio de Uyuni para el periodo 2005-2010

|  | 24,87 % |

|  | 18,96 % |

|  | 11,50 % |

|  | 8,98 % |

|  | 8,91 % |

|  | 8,87 % |

|  | 5,94 % |

|  | 5,68 % |

|  | 4,30 % |

|  | 1,99 % |

### Elecciones Municipales de 2010
- Elecciones municipales de Uyuni de 2010 para Alcalde por el municipio de Uyuni para el periodo 2010-2015

|  | 45,96 % |

|  | 30,57 % |

|  | 8,59 % |

|  | 7,29 % |

|  | 5,59 % |

|  | 2,01 % |

### Elecciones Municipales de 2015
- Elecciones municipales de Uyuni de 2015 para Alcalde por el municipio de Uyuni para el periodo 2015-2020

|  | 35,65 % |

|  | 23,08 % |

|  | 21,79 % |

|  | 15,57 % |

|  | 3,91 % |

## Himno a Uyuni
Letra: Samuel Aramayo G. 
Música: Armando Palmero 
CORO 
Canto a Uyuni con eco sonoro
Tus himnos de gloria, de paz y de unión
Que tus nobles hijos repitan en coro
El himno vibrante de la redención.
¡Oh! Pueblo de Uyuni de estirpe infanzona
 
altivo y rebelde, noble generoso 
 
si en la guerra esgrimes fuerte la tizona 
 
en la paz resaltas por lo laborioso. 

CORO 
Tus trenes que cantan en la noche fría 
 
hendiendo los aires, su agudo pitazo 
 
son los mensajeros de paz y de alegría 
 
que el progreso anuncia con su clarinazo. 

CORO

## Imágenes de Uyuni

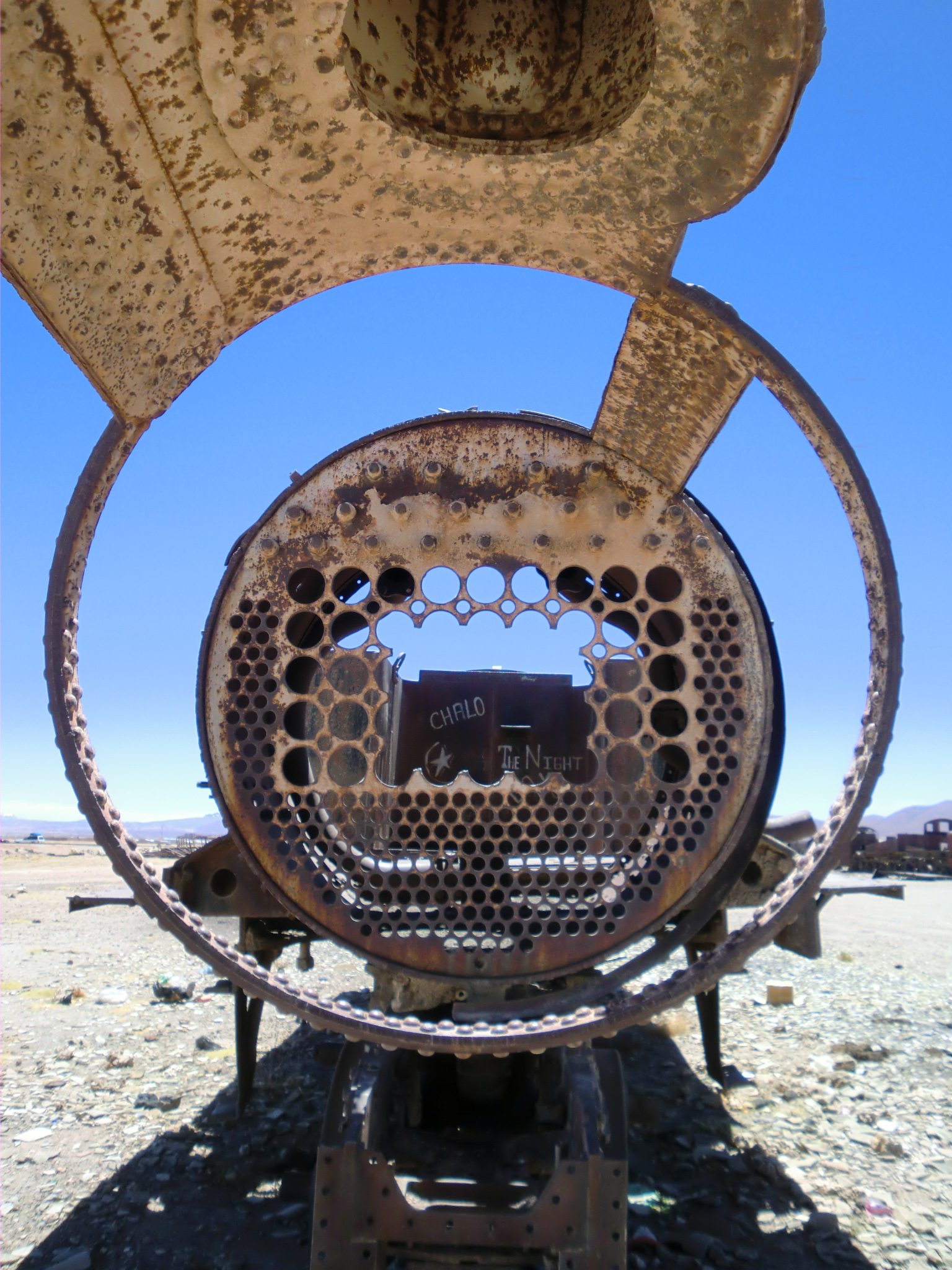
Cementerio de trenes

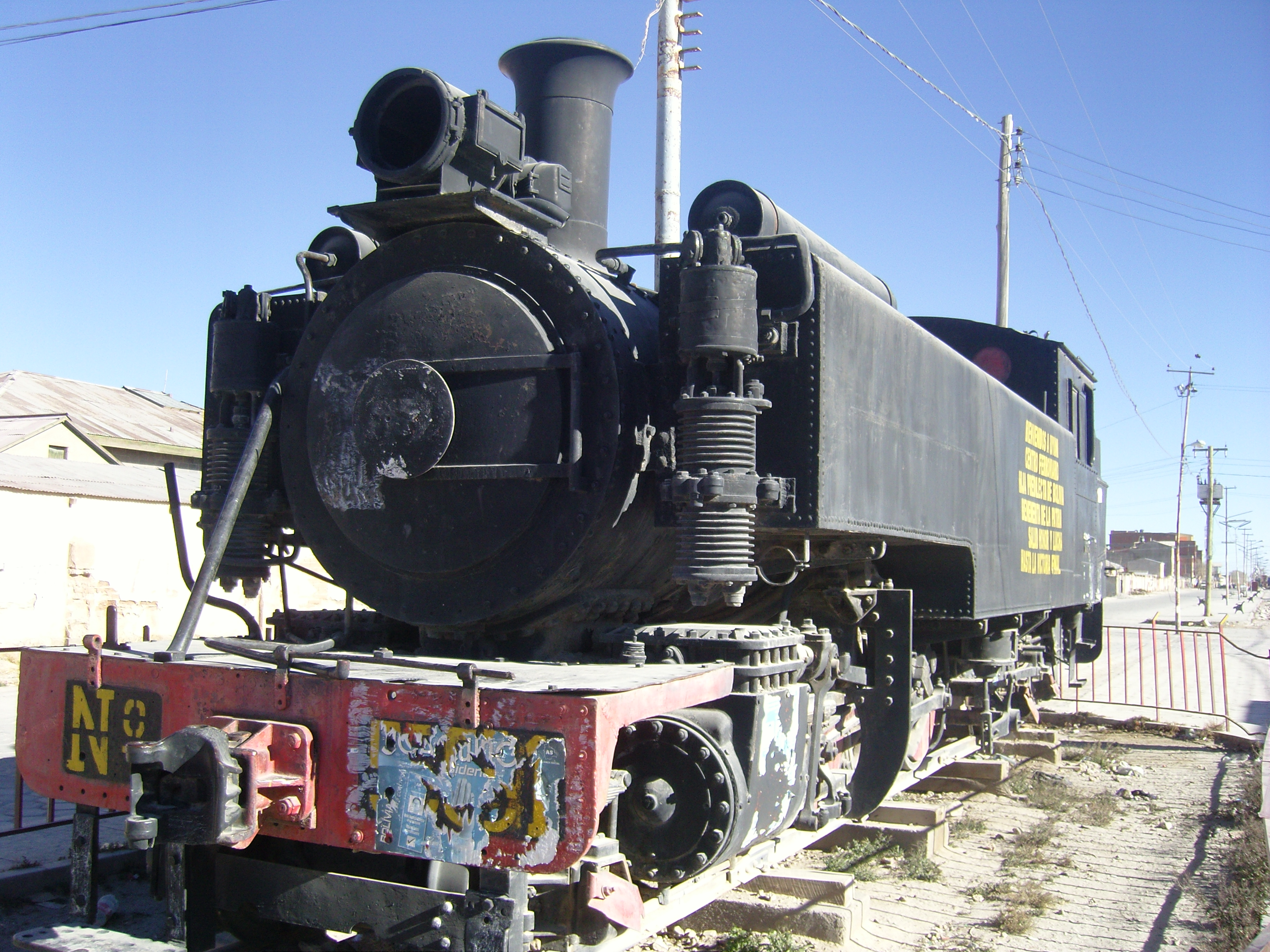
Av. Ferroviaria, Uyuni.
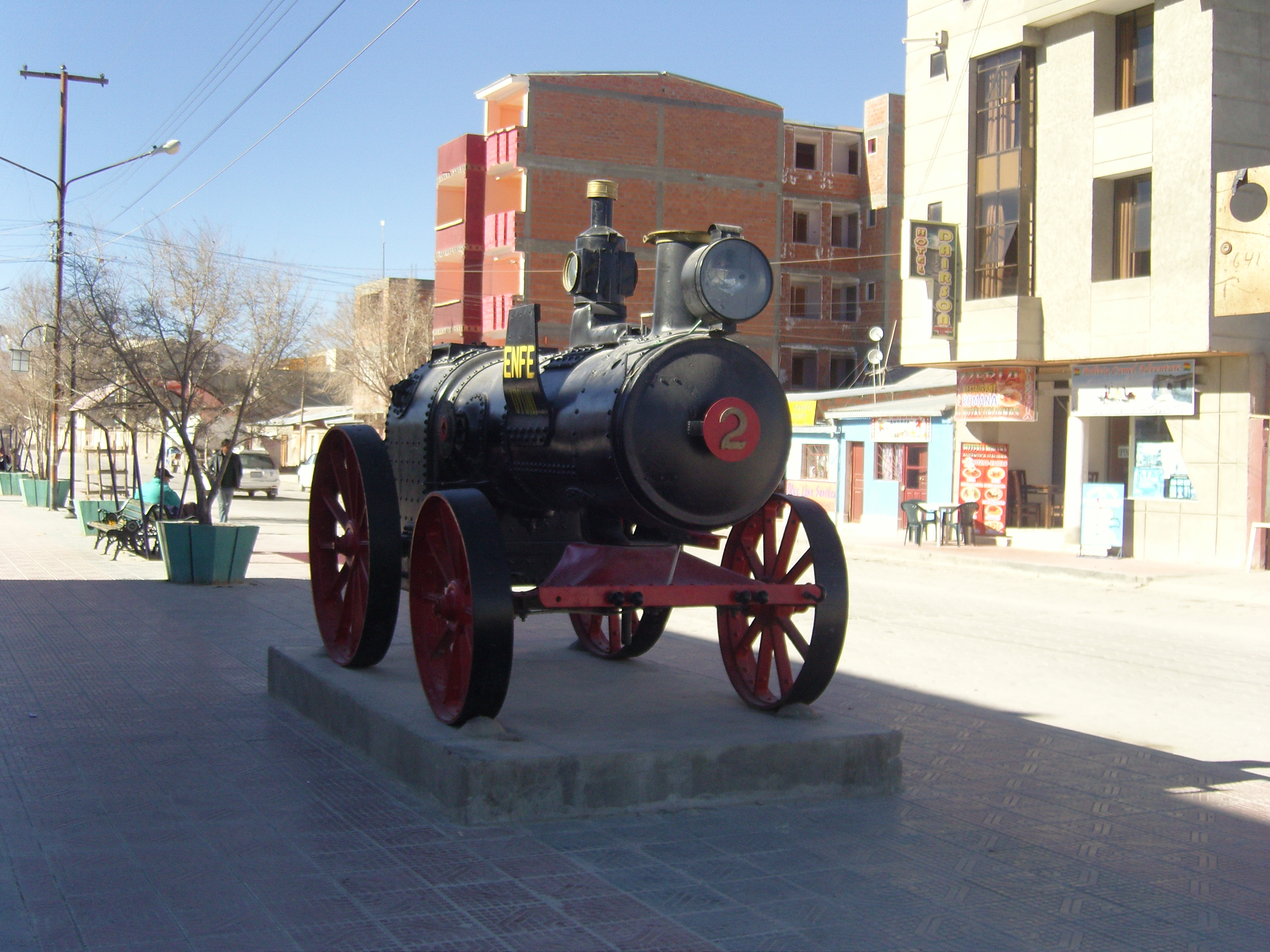
Av. Ferroviaria, Uyuni.
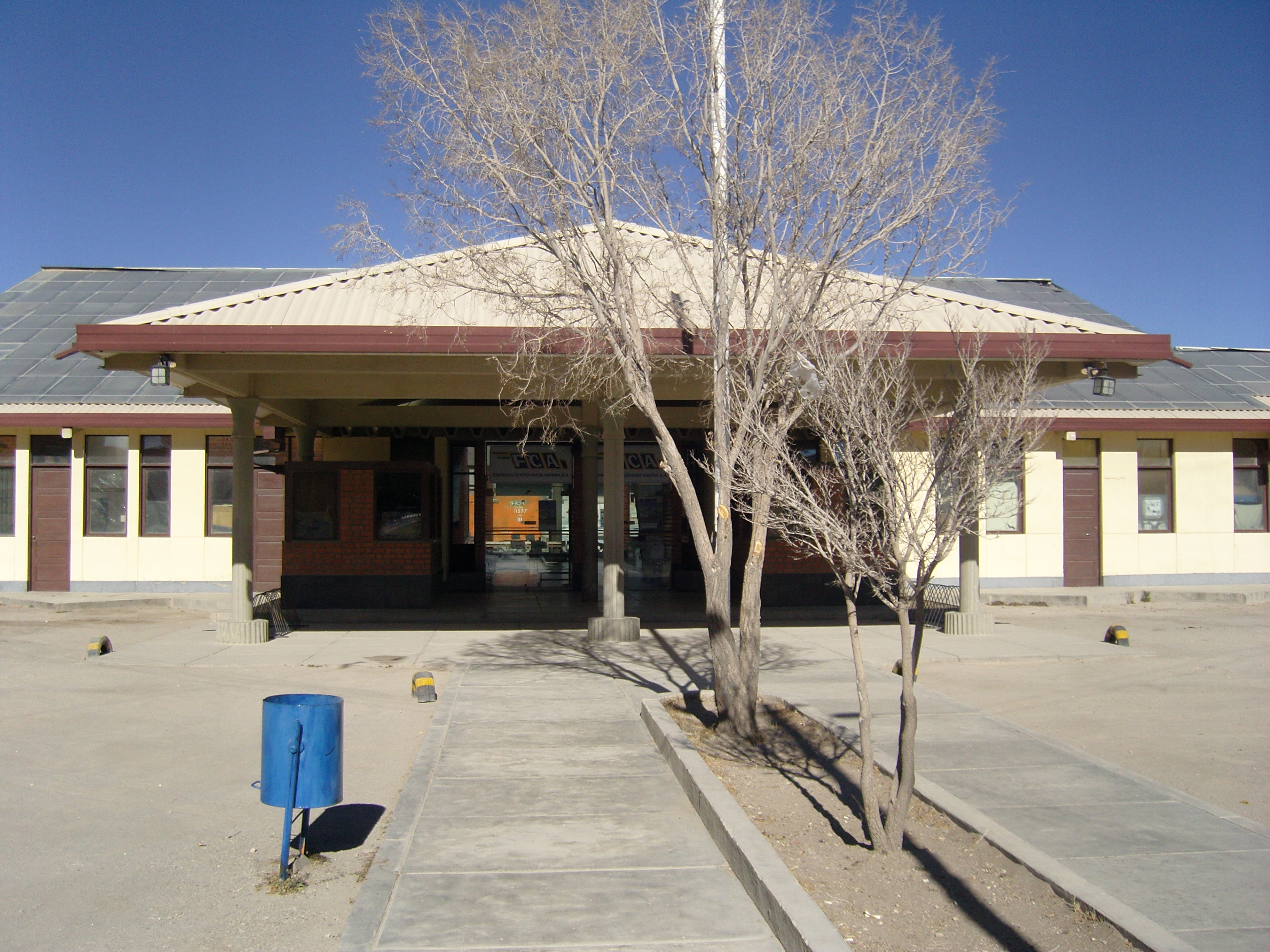
Estación de ferrocarriles, Uyuni.
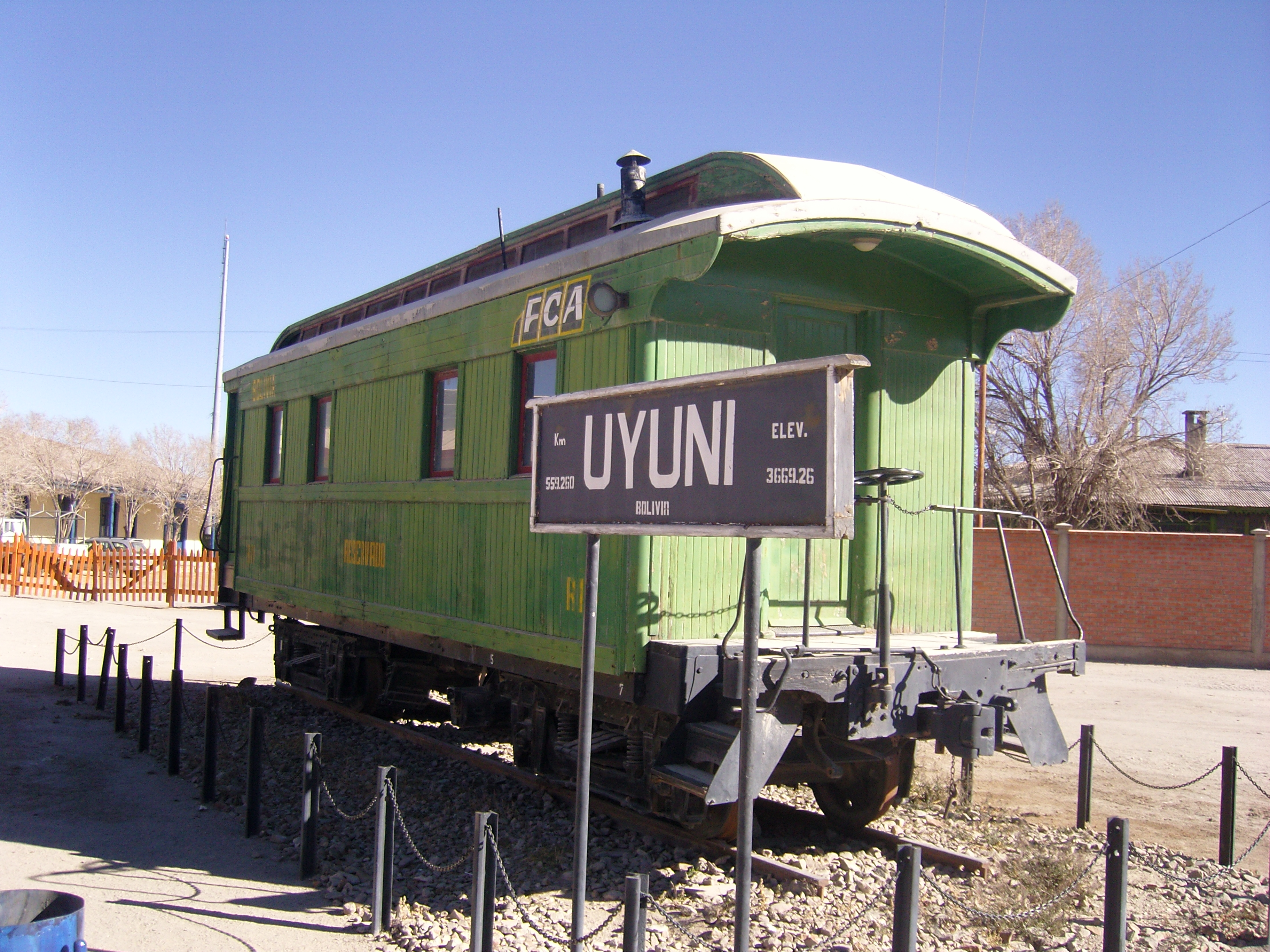
Estación de ferrocarriles, Uyuni.